# Sarahs nyckel

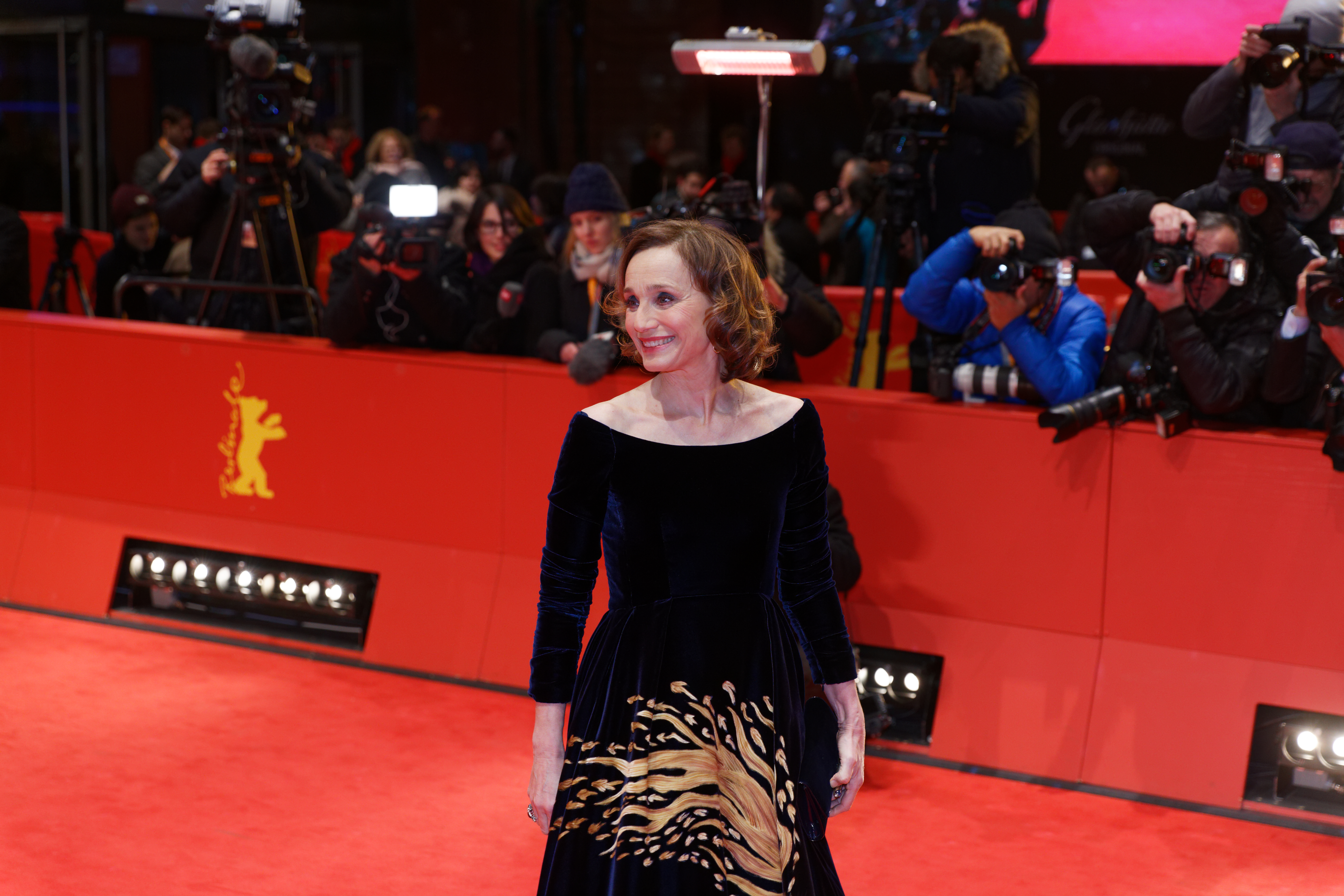
Kristin Scott Thomas spelade huvudrollen Julia i en filmatisering av boken 2010.

Sarahs nyckel (originaltitel: Elle s'appelait Sarah, vilket betyder Hennes namn var Sarah) är en roman skriven av Tatiana de Rosnay år 2006. I boken får läsaren följa två parallella historier. Den första historien handlar om en 10-årig judisk flicka vid namn Sarah som gömmer sin yngre bror, Michel, i en garderob strax innan polisen kommer och brutalt arresterar familjen, som sedan förs till Vel d'Hiv.
Den andra historien handlar om journalisten Julia Jarmond som ska skriva en artikel om Vel d'Hiv på dess 60-årsdag (utspelar sig år 2002). Julia börjar genast göra research och under sökandet hittar hon Sarahs familjehistoria. Efterforskningarna av det förflutna får henne att ifrågasätta hela sitt eget liv.
Boken filmatiserades 2010 av Gilles Paquet-Brenner med Kristin Scott Thomas i huvudrollen.